# Hubert Juin
Hubert Juin, pseudonimul lui Hubert Loescher, (n. 5 iunie 1926, Athus⁠(d), Valonia, Belgia – d. 3 iunie 1987, Paris, Franța) a fost un poet, romancier, eseist și critic literar francofon belgian.

## Operă (selecție)

### Ciclul romanescLes Hameaux
Ciclul este alcătuit din cinci romane urmate de un volum de nuvele
- Les Sangliers, Paris, Éditions du Seuil, 1958; reeditare, Bruxelles, Éditions Labor, col. Espace Nord, n° 67, 1991 ISBN: 2-8040-0628-X
- La Cimenterie, Paris, Calmann-Lévy, 1962
- Chaperon rouge, Paris, Calmann-Lévy, 1963
- Le Repas chez Marguerite, Paris, Calmann-Lévy, 1966; reeditare, Bruxelles, Éditions Labor, col. Espace Nord, n° 8, 1986 ISBN: 2-8040-0174-1
- Les Trois Cousines, Paris, Calmann-Lévy, 1968
- Les Hameaux, Verviers, Marabout, col. Bibliothèque Marabout, n° 1022, 1978 (prefață de André Dhôtel)

### Volume de poezii
- Le Livre des déserts, Paris, Falaize, 1957
- L'Animalier, Paris, Éditions universitaires, 1966
- Un soleil rouge, Paris, Éditions universitaires, 1967
- Le Cinquième Poème, Paris, Les Éditeurs français réunis, 1971
- Paysage avec rivière, Paris, La Table ronde, col. La Mémoire, n° 5, 1974
- Les Guerriers du Chalco, Paris, Belfond, 1976 ISBN: 978-2-7144-1063-4
- Ma fenaison, Bruxelles, Le Cormier, 1977
- Le Rouge des loups, Paris, Belfond, col. Lignes, 1981 ISBN: 2-7144-1449-4
- Les Visages du fleuve, Paris, Belfond, col. Lignes, n° 20, 1984 ISBN: 2-7144-1720-5
- La Destruction des remparts, Paris, Belfond, col. Lignes, n° 28, 1987 ISBN: 2-7144-2074-5

### Eseuri
- Les Bavards, Paris, Éditions du Seuil, col. Pierres vives, 1956
- Pouchkine, Paris, Seghers, 1956
- Seize peintres de la jeune école de Paris[9], Georges Fall éditeur, Paris, 1956
- Aimé Césaire, poète noir, Paris-Dakar, Présence Africaine, 1956; reeditare, Paris, Présence africaine, 1995 ISBN: 2-7087-0591-1
- Léon Bloy, Paris, Éditions de la Colombe, 1957; reeditare, éditions Obsidiane, 1990 și 2016
- Joë Bousquet, Paris, Seghers, în colaborare cu Suzanne André și Gaston Massat, 1958
- Soulages, Paris, G. Fall, col. Le Musée de poche, n° 26, 1958
- Aragon, Paris, Gallimard, 1960
- Chronique sentimentale, Paris, Mercure de France, 1962
- Joan Miró, Club d'Art Bordas, 1967
- Les Libertinages de la raison, Paris, Belfond, 1968
- Les Incertitudes du réel : Lamartine, Hugo, Nerval, Laforgue, Manet, Reverdy, Bruxelles, Sodi, 1968
- Charles Van Lerberghe, Paris, Seghers, 1969
- 369 Édition spéciale, Paris, 1970
- Charles Nodier, Paris, Seghers, 1970
- L'Usage de la critique, Bruxelles, A. De Rache, col. Mains et chemins, n° 2, 1971
- L'Automne à Lacaud, Bruxelles, A. De Rache, 1972
- Écrivains de l'avant-siècle, Paris, Seghers, 1972
- Barbey d'Aurevilly, Paris, Seghers, 1974
- André Hardellet, Paris, Seghers, 1975
- Chu Teh-Chun, Paris, Le Musée de poche, 1979
- L'Arbre au féminin : et autres rêveries, Paris, Luneau Ascot, 1980
- Fernand Khnopff et la littérature de son temps, Bruxelles, Lebeer Hossmann, 1980
- Le Lit, Paris, Hachette/Massin, 1980 ISBN: 2-01-007509-9
- Victor Hugo (1802-1843), tome 1, Paris, Flammarion, 1980 - |Prix quinquennal de l'essai de la Communauté française de Belgique
- Edmond Dubrunfaut et la recherche de liens communs : art monumental, Bruxelles, A. De Rache, 1982
- Forêt peint, Bruxelles, A. De Rache, 1982
- Victor Hugo (1844-1870), tome 2, Paris, Flammarion, 1984
- Victor Hugo (1870-1885), tome 3, Paris, Flammarion, 1986
- Les Bavards, Bruxelles, Les Éperonniers, col. Passé-Présent, n° 49, 1986
- Léon Bloy, Paris, Obsidiane, 1990
- Lectures "Fins de siècles" : préfaces 1975-1986, Paris, C. Bourgois, col. 10/18, n° 2239, 1992 ISBN: 2-264-01638-8
- Célébration du grand-père, Éditions Weyrich, 2007
- Lectures du s-XIXe, tomes I et II, Paris, Christian Bourgois éditeur, col. Titres, n° 117-118, 2010

### Antologii alcătuite și prezentate de Hubert Juin
- Univers de la science-fiction, 16 nuvele, Club des libraires de France, 1957
- Les Vingt Meilleurs Récits de science-fiction, Verviers, Éditions Marabout, 1964
- Récits fantastiques et contes nocturnes, Le Livre-club du libraire, 1965